# جویس چپومبا
جویس چپومبا (انگلیسی: Joyce Chepchumba؛ زادهٔ ۶ نوامبر ۱۹۷۰) دونده ماراتن، دونده دو استقامت، و ورزشکار دو و میدانی اهل کنیا است.